# Долгокыча
Долгокыча — село в Оловяннинском районе Забайкальского края России. Административный центр сельского поселения «Долгокычинское».

## География
Село находится в северо-восточной части района, на берегах реки Долгокычи (приток реки Турги), на расстоянии примерно 57 километров (по прямой) к северо-востоку от посёлка городского типа Оловянная. Абсолютная высота — 919 метров над уровнем моря.
Климат
Климат характеризуется как резко континентальный, с большими колебаниями средних температур зимних и летних месяцев, а также резкими колебаниями температур в течение одних суток. Среднегодовая температура воздуха составляет −1,4 °С. Абсолютный максимум температуры воздуха — 39,2 °С; абсолютный минимум — −45,5 °С. Среднегодовое количество осадков — 342 мм.
Часовой пояс
Село Долгокыча находится в часовой зоне МСК+6. Смещение применяемого времени относительно UTC составляет +9:00.

## История
Основано в 1791 году участником Пугачевского восстания М. В. Большаковым. До 1917 года в селе действовали трёхклассная школа (открыта в 1909 году) и церковь. В 1929 году, в ходе коллективизации, была создана сельскохозяйственная коммуна (с 1931 года — колхоз им. И. В. Сталина).

## Население
| 2002 | 2010 | 2021 |
| ---- | ---- | ---- |
| 1004 | ↘782 | ↘580 |

Половой состав
По данным Всероссийской переписи населения 2010 года в гендерной структуре населения мужчины составляли 50,1 %, женщины — соответственно 49,9 %.
Национальный состав
Согласно результатам переписи 2002 года, в национальной структуре населения русские составляли 90 % из 1006 чел.

## Инфраструктура
В селе функционируют средняя общеобразовательная школа, детский сад, клуб и медицинский пункт.

## Улицы
Уличная сеть села состоит из девяти улиц.